# Xikrin do Bacajá
Xikrin do Bacajá, jedna od lokalnih skupina Xikrin Indijanaca (ili Purukaród), ogranak Kayapoa, točnije plemena Kôkôrekre čije se selo Bacajá nalazi na srednjem toku rijekle Rio Bacajá, pritoke Xingua u državi Pará, rezervat AI Trincheira-Bacajá. 
Populacija im iznosi oko 170.

## Vanjske poveznice
- estudo socioambiental da terra indígena trincheira bacajá